# Tsjoektsjo-Kamtsjadaalse talen

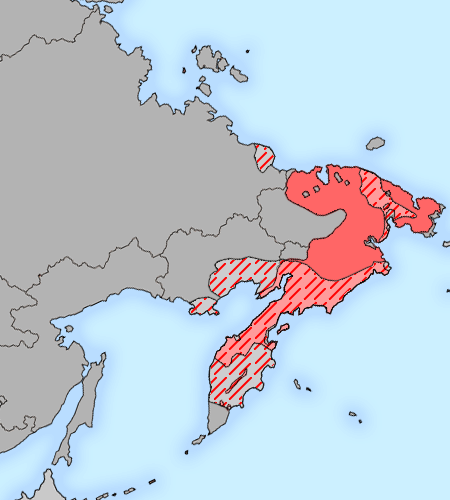
Verspreiding van de Tsjoektsjo-Kamtsjadaalse talen in de 17e eeuw (gearceerd) en eind 20e eeuw (vloeiend rood)

De Tsjoektsjo-Kamtsjadaalse talen of Luorawetlan talen zijn een taalfamilie in Noordoostelijk Siberië en in het Noorden van het Russische Verre Oosten. Samen met een aantal andere, onderling niet verwante taalgroepen wordt deze taalfamilie tot de Paleosiberische talen gerekend, een verzamelnaam voor de talen van de oudste bewoners van Siberië.
De taalfamilie bestaat uit 5 talen, die zijn onderverdeeld in een noordelijke en een zuidelijke tak:

## Noordelijk Tsjoektsjo-Kamtsjadaals
- Tsjoektsjisch
  - Tsjoektsjisch (of Tsjoekots)
- Korjaak-Aljoetors
  - Korjaaks
  - Aljoetoors (of Alutors) - eerder beschouwd als dialect van Korjaaks, recentelijk erkend als aparte taal
  - Kereks - eerder beschouwd als dialect van Tsjoektsjisch, nu erkend als aparte taal. In 1997 werden slechts 2 oude sprekers geteld, maar bij de Russische census van 2002 gaven 15 inwoners aan het Kereks te kunnen spreken. De etnische Kerekken zijn nu onderdeel geworden van de Tsjoektsjen.

## Zuidelijk Tsjoektsjo-Kamtsjadaals
- Itelmens (of Kamtsjadaals) - meest ouderen. De enige taal van de zuidelijke tak van de taalfamilie.

## Sprekers
De aantallen zoals opgegeven door ethnologue en de Russische census van 2002 lopen soms uiteen:
| Taal          | Sprekers           | Sprekers    |
| ------------- | ------------------ | ----------- |
|               | ethnologue         | census 2002 |
| Tsjoektsjisch | 10.000 (1997)      | 7742        |
| Korjaaks      | 3500 (1997)        | 3019        |
| Aljoetors     | 100 tot 200 (2000) | 40          |
| Kereks        | 2 (1997)           | 15          |
| Itelmens      | 60 (2000)          | 385         |